# オレーフ・チャフニボーク
オレーフ・ヤロスラヴォヴィッチ・チャフニボーク（ウクライナ語: Оле́г Яросла́вович Тягнибо́к、Oleh Yaroslavovych Tyahnybok、1968年11月7日 - ）は、ヴェルホーヴナ・ラーダの元メンバーであり、ウクライナのナショナリスト政党である極右の全ウクライナ連合「自由」の総裁を務めるウクライナの政治家。

## 生涯

### 政治歴
1991年10月、チャフニボークはウクライナ社会民族党の党員となった。

## 政治的立場
チャフニボークは、ロシアをウクライナの最大の脅威と見なしている。彼は、メドベージェフ大統領が「多くの面でウクライナに仮想戦争を行っている」と非難した。彼は親NATOであり、ソフトな欧州懐疑主義である。チャフニボークはまた、クリミアから自治権を奪い、セヴァストポリから特別な地位を奪いたいと考えている。 
チャフニボークは、ウクライナのパスポートに「民族」セクションを導入し、ロシアとの査証制度を開始し、ウクライナ人が公務員として働くためにウクライナ語の試験に合格することを必須にしたいと考えている。

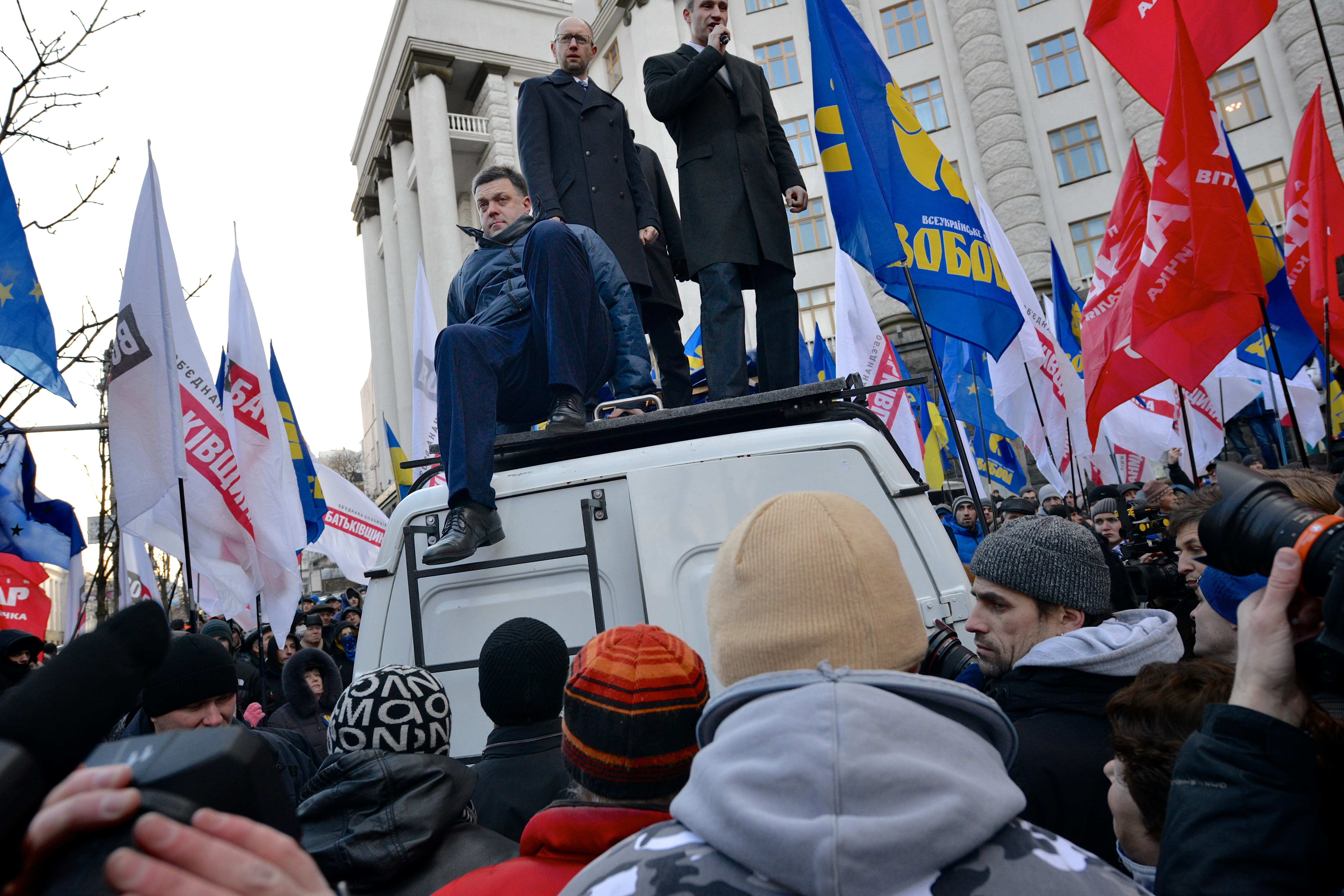
デモ参加者に演説をする野党党首のオレーフ・チャフニボーク、ビタリ・クリチコ、アルセニー・ヤツェニュク。2013年11月27日

チャフニボークは、ウクライナが再び核兵器を保有するべきと考えている。 彼はこれが「ウクライナに対するロシアの仮想戦争」を抑止すると考えている。 